# Zmije zakrslá
Zmije zakrslá (Bitis peringueyi) je africký jedovatý had. V současnosti nejsou známé žádné poddruhy.

## Rozšíření
Zmije zakrslá se vyskytuje v jihozápadní Angole a v západní Namibii. Žije především v Namibské poušti.

## Vzhled
Jde o jednu z nejkratších zmijí na světě. Běžně dorůstá do délky pouze 20 až 25 centimetrů, nejdelší jedinec měřil 32,5 centimetrů. Oči má posazené navrchu hlavy, což je znak přizpůsobení k životu v písku, zahrabaná v něm totiž číhá na kořist.
Má výrazně kýlnaté šupiny umístěné v 23 až 31 řadách kolem střední části těla. Vpředu řad bývá méně, obvykle 21 až 27. Šupiny sousedící s břišními šupinami jsou na rozdíl od ostatních velké a hladké. Břišních šupin je 117 až 144. Podocasních šupin je 15 až 30, jsou také kýlnaté, zvláště směrem ke konci ocasu. Anální štítek je nerozdělený.
Drobné kýlnaté šupiny má i na hlavě. Oči jsou oddělené 6 až 9 šupinami, někdy jich může být až 11. Kolem očí je pak kruh 10 až 13 subokulárních (očnicových) šupin. Od horních retních šupin jsou pak subokulární šupiny odděleny dalšími 2 až 4 šupinami. Hornoretních šupin je 10 až 14, na spodním rtu jich bývá 10 až 13. Rýhové šupiny na spodní části tlamy jsou v kontaktu pouze s prvními 2 až 4 šupinami na dolním rtu.
Zbarvení je přizpůsobené životu v písku. Většinou jde o několik odstínů pískově žluté až hnědé barvy se třemi podélnýmí řadami tmavších skvrn podél těla. Břicho má obvykle světlé, někdy až bílé, často je však různě skvrnité. Ocas bývá tmavší, asi čtvrtina populace ho má černý. Je to přizpůsobení k vábení kořisti.

## Způsob života a rozmnožování
Zmije žije celý život v písku, je tedy přizpůsobená k životu v tomto prostředí. Zajímavý je způsob jejího pohybu. Jde o pohyb do stran, kdy zmije střídavě zvedá a pokládá tělo do strany. Výhodou je rychlost pohybu, protože had se v písku nemá o co zapřít, takže pohyb dopředu je neefektivní. Zvedáním těla se zároveň ochlazuje od rozžhaveného povrchu. Tento způsob pohybu si osvojilo více druhů pouštních zmijí. Zanechává za sebou charakteristickou stopu.
Kořistí jsou především ještěři rodů Aporosaura a Meroles a gekoni rodu Ptenopus. Ještěři rodu Aporosaura navíc obsahují velké množství vody a jsou pro zmije důležitým zdrojem této tekutiny. Zmije svou kořist láká pohybem zbarveného konce ocasu, zatímco je celá zahrabána v písku a trčí jí pouze oči a nozdry. Proto to umístění na horní části hlavy. V poušti mají opodstatnění i kýlnaté šupiny, had na ně zachytává vodu, kterou po ránu nese vítr od moře. V těchto oblastech jde o vzácnou možnost, jak se napít.
Samice rodí 3 až 10 mláďat, která jsou 11 až 13 centimetrů dlouhá.

## Jedovatost a obrana
Zmije zakrslá není příliš jedovatá. Její jed je cytotoxický, je však slabý, vyvolává jen otoky a bolesti. Had navíc není agresivní, takže kouše jen v nezbytně nutných případech. Úmrtí člověka známo není.